# Piculus
A Piculus a madarak (Aves) osztályának harkályalakúak (Piciformes) rendjébe, ezen belül a harkályfélék (Picidae) családjába tartozó nem.
Manapság, csak az alábbi fajok tartoznak ide, azonban korábban másik három harkályfaj is ide volt sorolva. Azokat áthelyezték a Colaptes nevű madárnembe.

## Előfordulásuk
A Piculus-fajok előfordulási területe Közép-Amerika középső részétől délre, egészen Dél-Amerika északi feléig - beleértve az Amazonas-medencét is - terjed. A legdélebbi faj a Piculus aurulentus, melynek az elterjedése belenyúlik Argentínába és Paraguayba is.

## Rendszerezés
A nembe az alábbi 7 faj tartozik:
- Piculus aurulentus (Temminck, 1823)[2]
- Piculus callopterus (Lawrence, 1862)[3]
- Piculus chrysochloros (Vieillot, 1818)[4]
- Piculus flavigula (Boddaert, 1783)[5]
- Piculus leucolaemus (Natterer & Malherbe, 1845)[6]
- Piculus litae (Rothschild, 1901)[7]
- vörösszárnyú zöldfakopáncs (Piculus simplex) (Salvin, 1870)[8]